# Ludwik Kronic

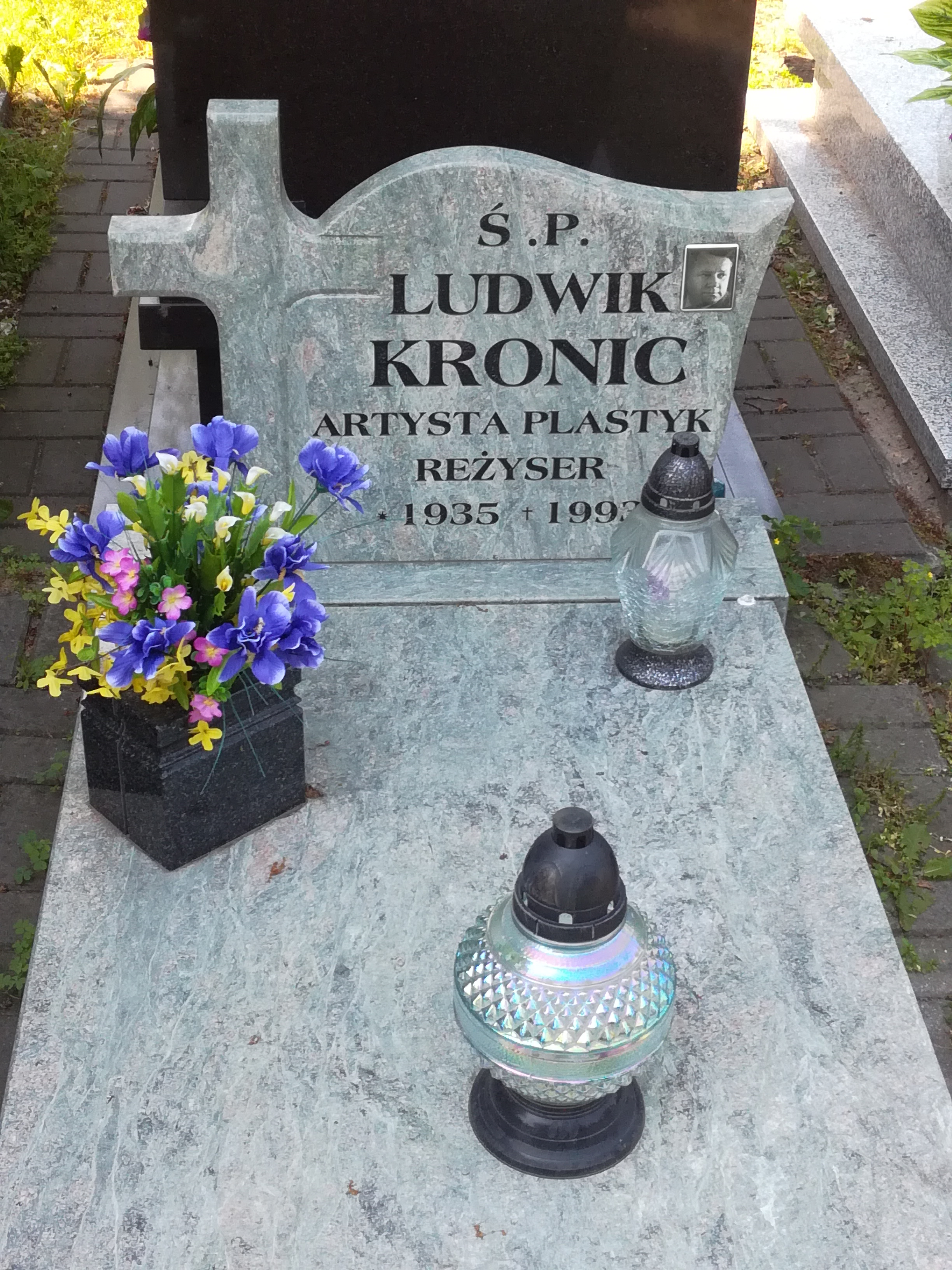
Grób Ludwika Kronica na cmentarzu ewangelickim w Łodzi

Ludwik Kronic (ur. 30 marca 1935 w Radomsku, zm. 22 listopada 1993 w Łodzi) – polski malarz i reżyser filmów animowanych.

## Życiorys
Ukończył studia w Państwowej Wyższej Szkole Sztuk Plastycznych w Łodzi, od 1963 związał się z produkcją filmów animowanych. Ponadto malował portrety, tworzył projekty plastyczne. W 1964 został zaangażowany do pracy w Studiu Se-ma-for w Łodzi, reżyserował między innymi cykl filmów animowanych „Zaczarowany ołówek”. W 1972 razem z Julittą Karwowską-Wnuczak stworzyli postać Kota Filemona, a w 1976 za swoją twórczość, szczególnie na rzecz dzieci i młodzieży, otrzymał Nagrodę Prezesa Rady Ministrów. Po 1982 skupił się na malarstwie uczestnicząc tylko doraźnie w pracy reżysera. Jednym z najbardziej znanych obrazów artysty jest tzw. Mały biały domek (ang. The small flying white house), datowany na lata 60.
Uczestniczył w produkcji następujących filmów animowanych:
- Zaczarowany ołówek
- Przygody Otka
- Rekonstrukcja
- Przebudzenie
- Dziwny świat kota Filemona
- Beksa
- Żaglowiec
- Nitka
- Chłopiec z gliny
- O czarodzieju Dobrodzieju
- Przygoda w Krainie Czystości
- Sen nocy letniej
- Wakacje w mieście

Został pochowany na cmentarzu ewangelickim przy ul. Ogrodowej w Łodzi.